# Liste der Straßen und Plätze in Niedergohlis

Lage der Gemarkung Niedergohlis in Dresden

Die Liste der Straßen und Plätze in Niedergohlis beschreibt das Straßensystem im Dresdner Ortsteil Niedergohlis mit den entsprechenden historischen Bezügen. Aufgeführt sind Straßen, die im Gebiet der Gemarkung Niedergohlis liegen. Kulturdenkmale in der Gemarkung Niedergohlis sind in der Liste der Kulturdenkmale in Niedergohlis aufgeführt.
Niedergohlis ist ein Ortsteil der Ortschaft Cossebaude, die wiederum zum statistischen Stadtteil Cossebaude/Mobschatz/Oberwartha der sächsischen Landeshauptstadt Dresden gehört. Insgesamt gibt es in Niedergohlis zehn benannte Straßen und Plätze, die in der folgenden Liste aufgeführt sind.

## Legende
Die nachfolgende Tabelle gibt eine Übersicht über die vorhandenen Straßen und Plätze im Ortsteil sowie einige dazugehörige Informationen. Im Einzelnen sind dies:
- Name/Lage: Aktuelle Bezeichnung der Straße oder des Platzes sowie unter ‚Lage‘ ein Koordinatenlink, über den die Straße oder der Platz auf verschiedenen Kartendiensten angezeigt werden kann. Die Geoposition gibt dabei ungefähr die Mitte der Straße an.
- Länge/Maße in Metern: Die in der Übersicht enthaltenen Längenangaben sind nach mathematischen Regeln auf- oder abgerundete Übersichtswerte, die in Google Earth mit dem dortigen Maßstab ermittelt wurden. Sie dienen eher Vergleichszwecken und werden, sofern amtliche Werte bekannt sind, ausgetauscht und gesondert gekennzeichnet. Bei Plätzen sind die Maße in der Form a × b dargestellt. Der Zusatz ‚im Stadtteil‘ bzw. ‚im Ortsteil‘ gibt an, wie lang die Straße innerhalb des Stadt-/Ortsteils ist, sofern sie durch mehrere Stadt-/Ortsteile verläuft.
- Namensherkunft: Ursprung oder Bezug des Namens.
- Jahr der Benennung: Zeitpunkt, zu dem die Straße ihren heute gültigen Namen erhielt (sofern bekannt).
- Anmerkungen: Weitere Informationen bezüglich anliegender Institutionen, der Geschichte der Straße, historischer Bezeichnungen, Baudenkmalen usw.
- Bild: Foto der Straße.

## Straßenverzeichnis
| Name/Lage               | Länge/Maße | Namensherkunft                                                 | Jahr der Benennung | Anmerkungen | Bild               |
| ----------------------- | ---------- | -------------------------------------------------------------- | ------------------ | --- | ------------------ |
| Asternweg Lage          |            | Astern                                                         |                    | Der Asternweg zweigt als kurze Sackgasse von der Cossebauder Straße ab und ist über einen Fußweg mit dem Dahlienweg verbunden. Der Straßenname nimmt Bezug auf den Zierpflanzenanbau in den umliegenden Gärtnereien.      |                    |
| Cossebauder Straße Lage |            | Cossebaude, südlich benachbarter Ortsteil                      |                    | Die Cossebauder Straße verbindet die Ortskerne von Nieder- und Obergohlis mit Cossebaude. | Cossebauder Straße |
| Dahlienweg Lage         |            | Dahlien                                                        |                    | Der Dahlienweg ist über die Kolpingstraße erreichbar. Der Straßenname nimmt Bezug auf den Zierpflanzenanbau in den umliegenden Gärtnereien.                                                                               |                    |
| Dorfstraße Lage         |            | Standort des alten Dorfs Niedergohlis                          |                    | Niedergohlis entstand als Gassendorf. | Dorfstraße         |
| Gartenstraße Lage       |            | Garten                                                         |                    | Die Gartenstraße ist die östliche Fortsetzung der Grenzstraße und verläuft abschnittsweise ebenso wie diese entlang der südlichen Niedergohliser Flurgrenze. Der Straßenname nimmt Bezug auf die umliegenden Gärtnereien. | Gartenstraße       |
| Grenzstraße Lage        |            | Verlauf entlang der Flurgrenze von Niedergohlis und Cossebaude | 2001               | Die Grenzstraße ist die westliche Fortsetzung der Gartenstraße. |                    |
| Kolpingstraße Lage      |            | Adolph Kolping                                                 |                    | Die Kolpingstraße verbindet die Schillerstraße mit dem Dahlienweg. |                    |
| Schillerstraße Lage     |            | Friedrich Schiller                                             |                    | Die Schillerstraße verbindet die Cossebauder mit der Grenzstraße und setzt sich südlich der Flurgrenze unter dem Namen Heinrich-Mann-Straße fort.                                                                         |                    |
| Südstraße Lage          |            | Süden                                                          | 2001               | Die Südstraße verbindet teils über Obergohliser Flur die Dorf- mit der Cossebauder Straße. |                    |
| Südweg Lage             |            | Süden                                                          |                    | Der Südweg verbindet als Wirtschaftsweg ungefähr in Fortsetzung der Südstraße die Cossebauder mit der Gartenstraße. |                    |